# لودوفيك أوربان
لودوفيك أوربان (بالإنجليزية: Ludovic Orban)‏‏ (25 مايو 1963 في براشوف -) سياسي، ومهندس من رومانيا. شغل بين عامي 2007 و2008 منصب وزير النقل والبنية التحتية، وكان بين عامي 2008 و2016 عضوًا في مجلس النواب الروماني، وشغل منذ عام 2019 منصب رئيس وزراء رومانيا حتى ديسمبر 2020.